# Troy Pina
Troy Pina (* 4. Februar 1999 in Providence, Rhode Island, Vereinigte Staaten) ist ein kapverdischer Schwimmer.

## Karriere
Pina nahm erstmals 2018 im Rahmen der Afrikanischen Meisterschaften an internationalen Schwimmwettkämpfen teil. Noch im selben Jahr folgte die Teilnahme an den Kurzbahnweltmeisterschaften in Hangzhou. Im Folgejahr nahm er an den Langbahnweltmeisterschaften teil. Im Sommer 2021 startete der Kapverdier bei den Olympischen Spielen in Tokio. Dort erreichte er über 50 m Freistil Rang 58. Ende des Jahres nahm er ein zweites Mal an Kurzbahnweltmeisterschaften  – ausgetragen in Abu Dhabi – teil.